# MiG I-222
Mikojan-Gurevič I-222 byl prototyp sovětského stíhacího letounu z druhé světové války. 
Jeho vývoj začal roku 1943, první prototyp vzlétl 7. května 1944. Letoun měl však technické potíže, zejména s přetlakovou kabinou, které se snažili konstruktéři odstranit. Zkoušky se tak protáhly až do roku 1945, kdy byly ukončeny.

## Specifikace

### Technické údaje
- Osádka: 1
- Rozpětí: 13,00 m
- Délka: 9,60 m
- Výška: 3,26 m
- Nosná plocha: 22,44 m²
- Hmotnost prázdná: 3167 kg
- Hmotnost vzletová: 3795 kg
- Pohonná jednotka: 1 × dvanáctiválcový vidlicový motor AM-39FB přeplňovaný dvěma turbokompresory TK-300B
- Výkon pohonné jednotky: 1471 kW (vzletový)

### Výkony
- Max. rychlost: 691 km/h ve výšce 13 000 m
- Stoupavost: 5 000 m 4 min 35 s
- Dostup: 14 100 m
- Dolet: 1000 km

### Výzbroj
- 2 × pevný synchronizovaný kanón ŠVAK ráže 20 mm